# Man on Wire
Man on Wire es un documental de 2008 dirigido por James Marsh y ganador del Oscar al mejor documental largo.
La película trata sobre el paseo que Philippe Petit realizó en 1974 entre la Torres gemelas de Nueva York y está basada en el libro de Petit, To Reach the Clouds, recientemente reeditado con el nombre de Man on Wire.
La cinta presenta momentos de la preparación del evento y muestra fotografías del paseo, así como la reconstrucción de los hechos (con el actor Paul McGill en el papel de Petit) y entrevistas actuales a los participantes.
La película participó en la sección de documentales internacionales del Festival de Cine de Sundance 2008, donde ganó el Gran Premio del Jurado y el Premio de la Audiencia al mejor documental. En febrero de 2009, la película ganó el BAFTA a la mejor película británica, el Independent Spirit Awards y el Oscar al mejor documental largo.

## Premios
- 2008: Oscar: Mejor documental
- 2008: BAFTA: Mejor película británica
- 2008: National Board of Review: Mejor documental del año
- 2008: Círculo de Críticos de Nueva York: Mejor documental
- 2008: Sundance: Premio del Jurado al Mejor documental internacional, Premio del público
- 2008: Toronto: Mejor documental

## Adaptación cinematográfica
En octubre de 2015 se estrenó la película El desafío (The Walk), dirigida y producida por Robert Zemeckis, y protagonizada por Joseph Gordon-Levitt en el papel de Philippe Petit.